# Pyran
Pyran är en heterocyklisk ring som består av fem kolatomer och en syreatom och innehåller två dubbelbindningar. Det finns två isomerer beroende på dubbelbindningarnas placering. I 2H-pyran sitter det mättade kolet i position 2, medan i 4H-pyran sitter det i position 4.
Trots att pyraner själva har liten betydelse inom kemin är många av dess derivat viktiga biologiska molekyler. 4H-Pyran bildar gärna dihydropyran eller pyryliumjoner. 
Pyran används också för den mättade analogen som mer korrekt heter tetrahydropyran. I denna betydelse, så kallas monosackarider som innehåller ringar med 6 kol för pyranoser. Alltså heter ringvarianten av glukos D-glukopyranos.